# Kristín Bjarnadóttir
Kristín Bjarnadóttir, född 1812, död 1891, var en isländsk politiker. 
Hon var från Esjuberg. Hon var verksam som barnmorska i Kjalarneshreppur, och drev senare caféet Hermes på Lækjargata och en textilbutik.
Hon blev 1882 den första kvinnan i Reykjavik att rösta i kommunalvalen. Kvinnor hade samma år fått kommunal rösträtt på Island förutsatt att de var myndiga egendomsägare (ogifta eller änkor). Hon valdes in i stadsfullmäktige den 3 januari 1888, och därmed Islands första kvinna i stadsfullmäktige. 